# Света (река)
Вижте пояснителната страница за други значения на Света.
Света е река в Смоленска област, Русия. Ляв приток на река Воп. От там се влива в Черно море.
Дължината на реката е 33 км. Минава през европейската част на Русия – тече на юг от железопътната станция „Игоревская ветки Дурово-Владимирский Тупик“; на изток от район Холм-Жирковсо.